# Dravograd
Dravograd (dialektem Traberk, německy Unterdrauburg) je město, které se rozkládá v Korutanském regionu (slovinsky Koroška regija) na severu Slovinska. Je správním centrem občiny Dravograd. Většina území leží na historickém území Korutan, menší jižní část, zahrnující železniční nádraží Dravograd a autobusové nádraží Dravograd, rozkládající se východně od řeky Meži a jižně od Drávy, však leží v Dolním Štýrsku.
Na počátku roku 2016 žilo ve městě 3163 obyvatel.

## Poloha
Město leží v údolí řeky Dráva na jejím levém břehu. Na území města se do Drávy zprava, tj. z jihu, vlévá řeka Meža. Zhruba 300 m nad soutokem je postavena hráz přehrady s vodní elektrárnou. Podél řeky je nadmořská výška zhruba 335 m, směrem na sever vystoupá do výšky okolo 500 m.
Rozloha města je 2,4 km2.

## Doprava

### Silniční
Městem prochází ve směru od západu k východu hlavní silnice č.1. Vede údolím řeky Drávy, stále po její severní (levé) straně, od hranice s Rakouskem až do Mariboru. Uvnitř města z ní odbočuje směrem k jihu hlavní silnice č. 4, směřující do města Slovenj Gradce, hlavního města regionu.

### Železniční
Městem prochází železniční trať z rakouského Bleiburgu přes Prevalje, Ravne na Koroškem a Dravograd do Mariboru. Od Dravogradu vede údolím řeky Drávy, stále podél pravého (jižního) břehu.
Z Dravogradu je vedena krátká železniční odbočka do průmyslové zóny v obci Otiški Vrh. V minulosti pokračovala dál na jih až do Velenje.

## Historie

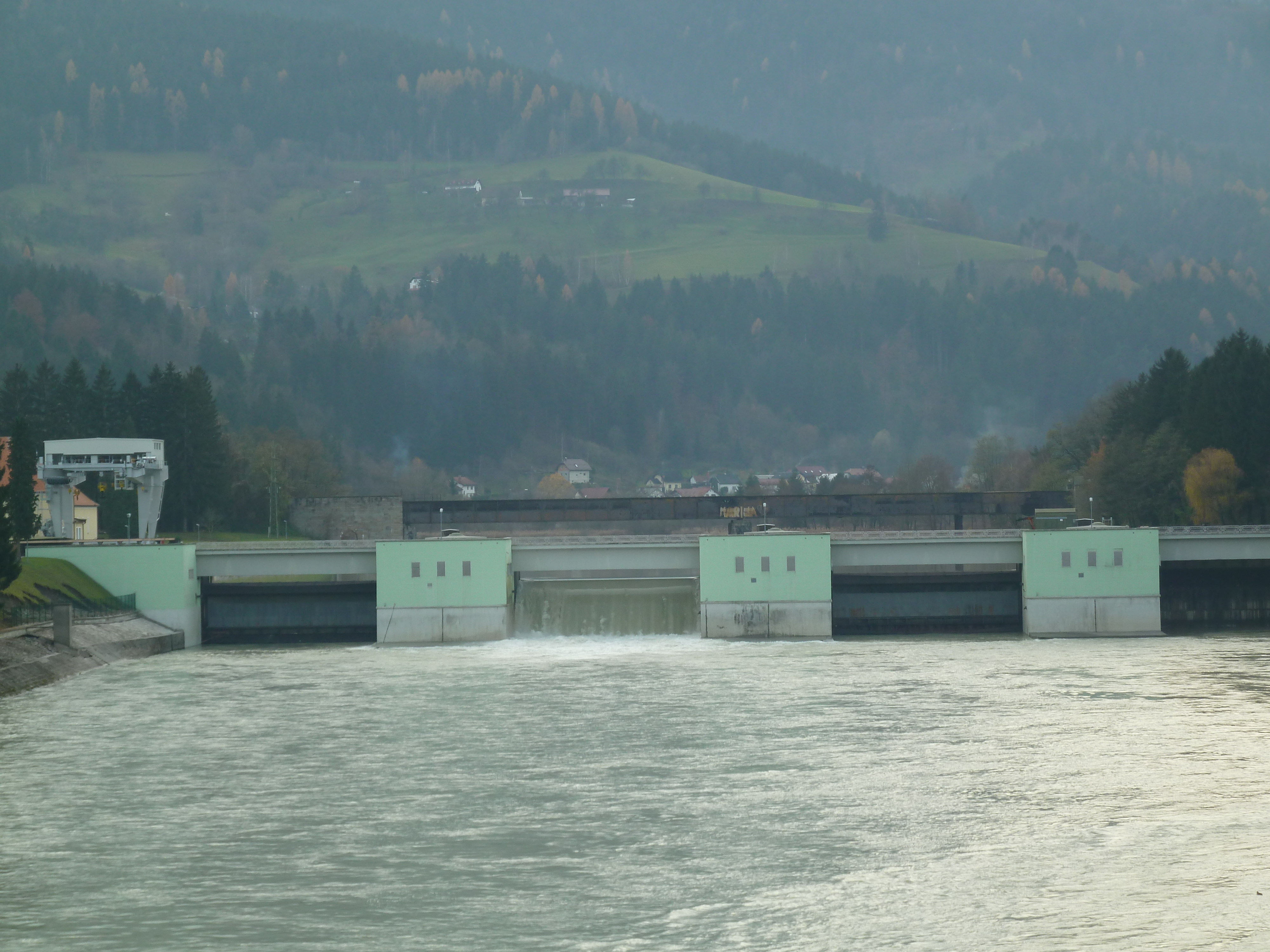
Vodní elektrárna - Dravograd

První písemná zmínka je z roku 1185. Německý název Unterdrauburg vyjadřoval, že se osada nachází na řece Drávě v místech, kde řeka opouští Korutany a vtéká do Štýrska. Původní slovinský název Traberk vznikl právě zkomolením německého jména. V období devatenáctého století byl vymyšlen název Dravograd.
Po první světové válce bylo okolí města obsazeno oddíly dobrovolníků slovinského majora Franja Malgaje, avšak samotný Dravograd byl v rukou Německého Rakouska. V polovině prosince 1918 obsadily město oddíly generála Rudolfa Maistera. Formálně bylo připojení Dravogradu ke Království Srbů, Chorvatů a Slovinců potvrzeno Saint-Germainskou mírovou smlouvou.
V meziválečném období probíhal proces industrializace, jenž byl přerušen v důsledku velké hospodářské krize. Na místní německou menšinu začalo koncem třicátých let působit národně-socialistické hnutí. Běžné byly potyčky mezi přívrženci nacismu a příslušníky Sokola.
V dubnu 1941 došlo k obsazení říšskoněmeckou brannou mocí a připojení k Německu. V následujícím období došlo ke germanizaci prostoru, kvůli čemuž byla část slovinského obyvatelstva přesídlena do Srbska. Místní představitelé skončili v koncentračních táborech. Partyzáni začali v oblasti operovat v roce 1943 a navzdory represím jejich význam rostl. V květnu 1945 byla celá oblast partyzány osvobozena.
V období Desetidenní války, na začátku léta 1991, došlo v okolí města k několika ozbrojeným potyčkám.

## Zajímavosti

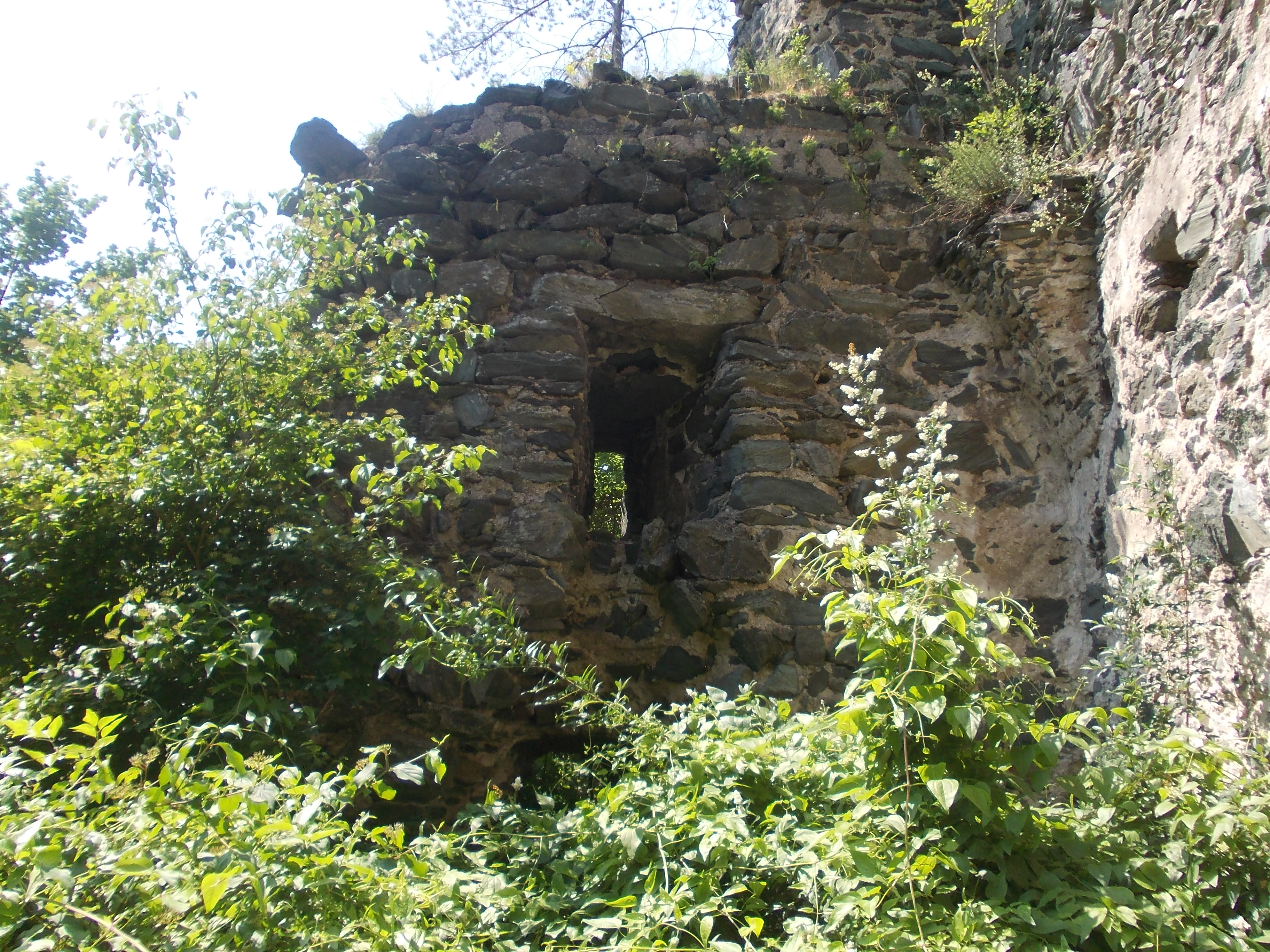
Zřícenina hradu Traberg

- Zřícenina hradu TrabergFarní kostel sv. Víta (sv. Vida) z 12. století
- Muzeum – s ukázkou vězení gestapa
- Nad městem zřícenina hradu Traberg